# Hospital Militar Río Gallegos
El Hospital Militar Río Gallegos (HMRG o H Mil Río Gallegos) es un hospital militar del Ejército Argentino con asiento de paz en Río Gallegos y con dependencia orgánica de la Dirección General de Salud de esa fuerza armada.

## Historia
Su misión es brindar apoyo a la sanidad militar, atención médica a los afiliados al IOSFA y prestar apoyo a la comunidad.
Desde el 12 de enero de 2015 en adelante el Hospital Militar atiende a la comunidad no militar en línea con la política de salud del gobierno de esos días. El mismo año fue inaugurado el servicio de odontopediatría del Hospital Militar.
En 2020 brindó apoyo sanitario al esfuerzo de ayuda humanitaria de las Fuerzas Armadas de la Nación desplegado durante la pandemia de COVID-19 en la Argentina, optimizando su personal y medios, colaborando con las provincias y municipios y unido a la red sanitaria de la provincia de Santa Cruz. Se hallaba en la órbita de la Zona de Emergencia Santa Cruz.